# Samsung Galaxy Beam I8520
Samsung Galaxy Beam I8520 – smartfon firmy Samsung, zaprezentowany w lipcu 2010 roku.

## Opis
Telefon ma ekran 3,7" typu Super AMOLED o rozdzielczości 480 × 800 pikseli. Wyposażono go także w procesor o taktowaniu 800 MHz. Ponadto i8520 ma aparat fotograficzny mogący robić zdjęcia o rozdzielczości 8 megapikseli oraz nagrywać wideo w rozdzielczości 720p. Telefon wyposażony jest w łączność Wi-Fi b/g/n i Bluetooth. Ma także 384 MB pamięci RAM oraz 16 GB wewnętrznej. Pracuje na systemie operacyjnym Android w wersji 2.1 Eclair.
Galaxy Beam ma wbudowany projektor o rozdzielczości WVGA. Obraz może mieć wielkość od 5 do 50 cali z odległości do 120 centymetrów.
Ze względu na projektor, i8520 ma baterię o dużej pojemności – 1800 mAh, co przekłada się na sporą wagę telefonu, równą 155 gramów.
W 2010 roku Galaxy Beam został wykorzystany do przekazu wystąpienia chilijskiego ministra rolnictwa oraz meczu piłki nożnej dla uwięzionych ponad 600 metrów pod ziemią górników.